# 불꽃 (LiSA의 노래)
〈불꽃〉(炎 호무라[*])은 LiSA의 열일곱 번째 싱글이다. 애니메이션 영화 “극장판 귀멸의 칼날: 무한열차편”의 주제가.
다섯 번째 정규 음반 “LEO-NiNE”와 같은 날에 발매됐다. 또, CD 싱글 발매에 앞서서 10월 12일에 타이틀 곡이 선행 공개됐다. 제62회 일본 레코드 대상 대상 수상곡이다.
타이틀 곡은 큰 인기를 얻었으며 스트리밍 누계 재생횟수는 3억 회를 달성했으며, 디지털 다운로드에서는 밀리언 판매량(100만 다운로드)를 기록하고 있다.

## 개요
TV 만화 버전의 여는 곡 ‘홍련화’(紅蓮華)와 닫는 곡 ‘from the edge’에 이어서, 극장판 주제가는 LiSA가 담당하게 됐다.
주제가 제작에 즈음하여서는 캐릭터들의 스크린 데뷔의 전별로 한다는 방침이 세워졌으며, TV 만화 버전의 프로듀서와 카지우라 유키와 LiSA의 세 명으로 회의가 진행됐다. 그 중에, 프로듀서로부터 ‘그들의 이야기가 이어져 가는 희망이 기다리고 있는 듯한, 앞으로 힘차게 나아갈 수 있을 듯한...... 하지만, 이번 이야기를 확실히 끌어당겨갈 수 있을 듯한, 웅장하고 힘찬 발라드로 해주세요’(彼らの物語が続いていく希望が持てるような、前に力強く進んでいけるような……だけど、今回の物語をきちんと引っぱっていけるような、壮大な力強いバラードにしてください)라는 주문이 더해졌다면 LiSA는 라디오 프로그램 “SCHOOL OF LOCK!” 2020년 10월 14일 방송 중에 밝혔으며, 자신도 원작인 ‘무한열차편’을 읽었을 때에 중후한 발라드를 떠올렸다며 회고하고 있다.
또, ‘from the edge’에 이어서 동명의 TV 만화의 극중 음악도 담당하는 카지우라 유키가 작곡, 편곡을 맡았으며, 노래의 작사는 LiSA와 카지우라 유키의 공동 작사이다. LiSA는 애니메이트 타임즈와의 인터뷰 중에 카지우라 유키는 평소 공동 작사를 하지 않는 타입이지만 본작의 제작에는 ‘자신으로의 감정이나 신뢰를 느꼈다’(自分への愛情や信頼を感じた)라면 회고하고 있다.
판매 형태는 초도 생산 한정반, 기간 생산 한정반, 통상반으로 총 세 개의 형태이다. 초도반은 "불꽃"의 형태로 박혀진 슬리브 케이스에 ‘불꽃’의 뮤직 비디오 영상을 수록한 DVD가, 기간 한정반은 삼방면 슬리브 사양으로 케이스에는 “귀멸의 칼날: 무한열차편”의 등장 캐릭터 렌고쿠 쿄쥬로의 일러스트가 사용됐으며, 자켓 일러스트 미니 포스터가, 각각 동봉되어 있다. 또한, 뮤직 비디오는 원테이크로 촬영됐다.
2020년 12월 30일 방영된 제62회 일본 레코드 대상에서 타이틀 곡 ‘불꽃’을 포함한 우수작품상(대상 후보 작품) 10곡 중에서 일본 레코드 대상 수상곡으로 선택됐다. 애니메이션 노래가 일본 레코드 대상으로 선택된 것은 2001년의 제43회 일본 레코드 대상에서 ‘Dearest’가 수상한 이래로 19년만이다.
2020년 12월 31일에 방영된 “제71회 NHK 홍백가합전”에서 TV 만화 “귀멸의 칼날” 홍백 스페셜 메들리의 두 번째 곡으로 불러졌다.
2021년 12월에는 Newtype×마치★아소비(マチ★アソビ) 애니메이션 어워드 2020 - 2021 주제가상을 수상했다.

## 차트 성적
|                                                         | 순위 (매상)     | 순위 (매상)           | 순위 (매상)          | 순위 (매상)     |
| CD 싱글                                                 | 다운로드 싱글   | 스트리밍              | 합계 싱글            |                 |
| ------------------------------------------------------- | --------------- | --------------------- | -------------------- | --------------- |
| 1주차 (10월 12일 ~ 18일 집계, 10월 26일 발표)           | 1위 (6.7만 장)  | 1위 (14.1만 다운로드) | 1위 (867만 회 재생） | 1위 (16.1만 Pt) |
| 2주차 ( 10월 19일 ~ 25일 집계, 11월 2일 발표)           | 1위 (4.2만 장)  | 1위 (13.3만 다운로드) | 1위 (1674만 회 재생) | 1위 (15.6만 Pt) |
| 3주차 (10월 26일 ~ 11월 1일 집계, 11월 9일 발표)        | 1위 (3.2만 장)  | 1위 (10.2만 다운로드) | 1위 (1649만 회 재생) | 1위 (13.0만 Pt) |
| 4주차 (11월 2일 ~ 8일 집계, 11월 16일 발표)             | 4위 (2.5만 장)  | 1위 (8.3만 다운로드)  | 1위 (1562만 회 재생) | 2위 (11.3만 Pt) |
| 5주차 (11월 9일 ~ 15일 집계, 11월 23일차)               | 2위 (1.7만 장)  | 1위 (6.2만 다운로드)  | 1위 (1418만 회 재생) | 2위 (9.1만 Pt)  |
| 6주차 (11월 16일 ~ 22일 집계, 11월 30일 발표)           | 6위 (1.2만 장)  | 1위 (5.2만 다운로드)  | 1위 (1292만 회 재생) | 3위 (7.8만 Pt)  |
| 7주차 (11월 23일 ~ 29일 집계, 12월 7일 발표)            | 6위 (1.5만 장)  | 1위 (5.3만 다운로드)  | 1위 (1374만 회 재생) | 2위 (8.3만 Pt)  |
| 8주차 (11월 30일 ~ 12월 6일 집계, 12월 14일 발표)       | 5위 (1.5만 장)  | 1위 (4.5만 다운로드)  | 2위 (1251만 회 재생) | 3위 (7.3만 Pt)  |
| 9주차 (12월 7일 ~ 13일 집계, 12월 21일 발표)            | 9위 (1.0만 장)  | 1위 (3.6만 다운로드)  | 2위 (1145만 회 재생) | 3위 (6.4만 Pt)  |
| 10주차 (12월 14일 ~ 20일 집계, 12월 28일 발표)          | 11위 (0.8만 장) | 1위 (2.9만 다운로드)  | 1위 (1063만 회 재생) | 5위 (5.6만 장)  |
| 11주차 (12월 21일 ~ 28일 집계, 2021년 1월 4일 발표)     | 15위 (0.9만 장) | 1위 (3.1만 다운로드)  | 2위 (1026만 회 재생) | 3위 (5.6만 Pt)  |
| 12주차 (12월 29일 ~ 2021년 1월 3일 집계, 1월 11일 발표) | 3위 (0.9만 장)  | 1위 (4.7만 다운로드)  | 2위 (984만 회 재생)  | 1위 (6.2만 Pt)  |
| 13주차 (1월 4일 ~ 1월 10일 집계, 1월 18일 발표)         | 15위 (0.6만 장) | 1위 (2.6만 다운로드)  | 4위 (904만 회 재생)  | 2위 (4.7만 Pt)  |

선행 공개된 10월 12일자 각 음원 사이트 데일리 차트에서 1위를 기록했다. ‘홍련화’의 노래 선행 공개가 기록한 38관을 갱신했으며, 55관을 기록했다.
2020년 10월 26일자 오리콘 주간 싱글 차트에서 첫 등장 1위를 획득했다. 처음이 되는 CD 싱글로의 1위 획득이다. 또, 동시 발매인 정규 음반 “LEO-NiNE”도 첫 등장 1위를 획득했으며, 싱글과 음반 모두 1위 획득은 레이와 시대에서 처음이며, 여성 가수로는 우타다 히카루 이래로 16년 6개월만에 10번째 쾌거이다. 오리콘 차트에서는 디지털 싱글 (단일곡), 스트리밍, 합계 싱글의 각 주간 차트에서도 1위를 기록했으며, “LEO-NiNE”에서의 디지털 음반, 합계 음반의 각 차트 1도 맞추어, 오리콘 사상 최다가 되는 주간 차트 7관도 달성하고 있다.
오리콘 싱글 차트에서는 2주차도 1위이며, 2011년 1월 10일자, 17일자에 기록한 우에무라 카나의 ‘화장실의 신’(トイレの神様) 이래로 9년 10개월만이며, 여성 솔로 가수에 의한 2주 연속 1위를 달성, 2주차 시점의 누적 매상 장수도 11만 장을 달성했다. 그리고, 디지털 싱글 차트에서는 13.3만 다운로드로 2주 연속 1위를 획득했으며, 2위인 ‘홍련화’ 및 3위인 ‘카마도 탄지로의 노래’(竈門炭治郎のうた)(시이나 고 featuring 나카가와 나미)와 함께 오리콘 주간 TOP3를 “귀멸의 칼날” 관련 노래가 독점했다. 스트리밍 차트에서는 1674만 재생을 기록했으며, NiziU의 ‘Make you happy’의 976만 재생을 깼으며 스트리밍 관련 최고 재생수를 갱신했다.
3주차가 되는 11월 9일자 오리콘 주간 싱글 차트에서도 1위가 되며, 2007년 12월 31일과 2008년 1월 14일자로 기록한 SMAP의 ‘탄환 파이터’(弾丸ファイター) 이래로 12년 10개월만의 기록이다. 같은 주의 CD 싱글 차트, 다운로드 차트, 스트리밍 차트에서도 1위가 되어서 3주 연속인 4관을 획득했다.
6주차가 되는 11월 30일자의 오리콘 디지털 싱글 (단일곡)에서도 1위가 되었으며 여성 솔로 가수로는 처음이 되는 6주 연속 1위를 달성했다. 스트리밍에서도 1위가 되어서 같은 차트 사상 처음이 되는 ‘동일 가수 · 작품의 주간 디지털 싱글 (단일곡)&스트리밍 차트 6주 연속 2부문 동시 1위’를 달성했으며, 또 5주 연속으로의 1000만 회 재생을 넘어 사상 첫 기록이 됐다.
12월 28일자의 ‘오리콘 주간 디지털 싱글 (단일곡) 차트’에서도 1위를 획득했다. 2021년도 1주차의 1위가 됐다. 이것으로 첫 등장인 10월 26일부터 12월 28일자까지 10주 연속 1위가 되며, ‘디지털 싱글 (단일곡) 차트 연속 1위 획득 주수’ 기록은 2018년 2월 26일자 ~ 4월 30일자로의 요네즈 켄시 ‘Lemon’와 나란히, 역대 공동 1위가 됐다. 또, ‘주간 스트리밍 차트’에서도 3주 만의 복귀이며 2021년 1주차 1위가 됐다. 주간 재생수는 1000만 회를 넘었으며 ‘연속 1000만 재생 기록’을 9주까지 갱신했다.
2021년 1월 14일자의 ‘주간 디지털 싱글 (단일곡) 차트’에서도 1위를 획득했으며, 11주 연속 1위로 역대 1위 기록이 됐다.
Billboard JAPAN에서도 종합 노래 차트 ‘Japan HOT 100’에서 첫 1위가 된 것을 시작으로 ‘Hot Animation’, ‘Top Singles Sales’, ‘Download Songs’에서 1위를 달성하며, 음반 차트 3관을 포함하여 이쪽에서도 Billboard JAPAN이 차트 공표를 시작한 이래로 사상 처음으로 노래와 음반의 양쪽 종합 차트에서 더블 1위와 차트 7관을 달성한다, ‘Hot Animation’에서는 ‘홍련화’와 함께 1, 2위를 독점하게 된다. 2주차도 앞서 서술한 네 개 차트에서 2주 연속 1위가 되는 것만이 아니라 ‘Streaming Songs’에서도 1위를 획득했다. 또, Billboard의 글로벌 차트 ‘Grobal 200’에서도 2주차(2020년 10월 31일 발표)에서 8위, 미국에서의 집계를 제외한 ‘Global Excl. U.S.’에서는 2위로 들어가 있다.
판매 3주차가 되는 2020년 11월 9일자의 ‘Top Singles Sales’에서도 1위를 획득한다. 3주 연속 1위 획득은 Billboard JAPAN이 이 차트를 발표한 이래로 첫 기록이다. 또, 12월 7일자 Billboard JAPAN 스트리밍 노래 차트 ‘Streaming Songs’에서 스트리밍 누계 1억 회 재생을 돌파한다. 차트인 7주째로의 달성은 방탄소년단 ‘Dynamite’의 11주째를 웃돌며 역대 최고 속도 기록의 갱신이다. 2021년 2월 8일자 차트에서 누계 재생횟수가 2억 회를 돌파한다. 16주째로의 달성이 되며 역대 최고 속도 기록을 갱신한다.
애플 뮤직의 ‘TOP100: 글로벌’(トップ100：グローバル)에서는 2020년 10월 23일에 10위권에 들어가며 일본인 가수로 역대 최고 순위를 기록한다(10월 24일자에서 7위).
일본 레코드 협회에 의한 골드디스크 인증에서는 2020년 11월에 플래티넘을, 2021년 3월 다운로드 인증에서는 밀리언을, 스트리밍 인증에서는 당 협회 스트리밍 인증(2020년 4월 개시)에서 최고 속도로의 플래티넘 인증이 된다. 제35회 일본 골드 디스크 대상에서도 다운로드와 스트리밍 양쪽 부문의 베스트 5 노래를 수상하고 있다.
기자인 키타노 하지메는 아루사운드에 보낸 기사 중에서 방탄소년단의 ‘Dynamite’(1위)의 유행을 받아들인 노래가 함께 ‘Grobal 200’ 속에서 중후한 발라드인 본 타이틀 곡의 존재는 양질이라고 하며, TV 만화 버전이 넷플릭스 등의 영상 스트리밍 서비스를 통해서 세계적으로 인기를 모은 것에 더해서 보편적인 매력으로 언어의 벽을 넘은 세계적인 인기로 이어졌다고 추측하고 있다.

### 판매량 인증
| 국가                                                  | 인증     | 판매량/출하량      |
| ----------------------------------------------------- | -------- | ------------------ |
| 일본 (RIAJ) 물질적인 CD                               | 플래티넘 | 250,000^           |
| 일본 (RIAJ) 다운로드                                  | 밀리언   | 1,000,000*         |
| 일본 (RIAJ) 스트리밍                                  | 플래티넘 | 300,000,000회 재생 |
| *판매량을 기반으로 한 인증 ^출하량을 기반으로 한 인증 |          |                    |

## 수록 내용

### 초도 생산 한정반, 통상반
| #  | 제목                            | 작사               | 작곡                    | 편곡 | 재생 시간 |
| -- | ------------------------------- | ------------------ | ----------------------- | ---- | --------- |
| 1. | 〈炎 불꽃〉                     | 카지우라 유키 LiSA | 카지우라 유키           | 4:34 |           |
| 2. | 〈ロストロマンス로스트 로맨스〉 | LiSA               | SHO from MY FIRST STORY | 3:57 |           |
| 3. | 〈Leopardess〉                  | 마츠바라 사라리    | Hi-yunk (BACK-ON）      | 3:06 |           |
| 4. | 〈炎〉 (Instrumental)           |                    | 카지우라 유키           | 4:34 |           |

| #  | 제목                | 재생 시간 |
| -- | ------------------- | --------- |
| 1. | 〈炎〉 (MUSiC CLiP) |           |

### 기간 생산 한정반
| #  | 제목                            | 작사                    | 작곡                    | 편곡 | 재생 시간 |
| -- | ------------------------------- | ----------------------- | ----------------------- | ---- | --------- |
| 1. | 〈炎 불꽃〉                     | 카지우라 유키 LiSA      | 카지우라 유키           | 4:34 |           |
| 2. | 〈ロストロマンス로스트 로맨스〉 | LiSA                    | SHO from MY FIRST STORY | 3:57 |           |
| 3. | 〈My Friends Forever〉          | 카나이 마사토 (BIGMAMA) | 오니시 카츠미           | 4:28 |           |
| 4. | 〈炎〉 (Instrumental)           |                         | 카지우라 유키           | 4:34 |           |

## 연주
불꽃
- 카지우라 유키: 전체 키보드, 프로그래밍
- 코레나가 코이치: 기타
- 사토 쿄이치: 드럼
- 타카하시 “jr.” 토모하루: 베이스
- 콘노 히토시 스트링스: 현악기

로스트 로맨스
- SHO from MY FIRST STORY: 프로그램, 전체 그 외 악기들
- Kid'z from MY FIRST STORY: 드럼
- Nob from MY FIRST STORY: 베이스

My Friends Forever (기간 생산 한정반에만 수록)
- 에구치 료: 프로그래밍, 전체 그 외 악기들
- 시타라 히로오미: 기타
- 미토모 노부히로: 베이스
- 타나카 슌타(Brian the Sun): 드럼

## 커버
- bless4 - “bless4アコースティックライブ / bless4 어쿠스틱 라이브” (2020년 12월 26일)
- 정크 후지마야 - 디지털 싱글 ‘炎(HOMURA)’ (2021년 3월 10일)

## 차트

### 일간 차트
| 차트                       | 최고 순위 |
| -------------------------- | --------- |
| 일본 (오리콘 CD 싱글 차트) | 1         |

### 주간 차트
| 차트                                     | 최고 순위 |
| ---------------------------------------- | --------- |
| 일본 (Billboard Japan Hot 100)           | 1         |
| 일본 (Billboard Japan Top Singles Sales) | 1         |
| 일본 (Billboard Japan Hot Animation)     | 1         |
| 일본 (Billboard Japan Download Songs)    | 1         |
| 일본 (Billboard Japan Streaming Songs)   | 1         |
| 일본 (Billboard Japan Hot Buzz Song)     | 1         |
| 일본 (오리콘 CD 싱글 차트)               | 1         |
| 일본 (오리콘 디지털 싱글 차트)           | 1         |
| 일본 (오리콘 스트리밍 차트)              | 1         |
| 일본 (오리콘 합산 싱글 차트)             | 1         |
| 일본 (오리콘 애니메이션 싱글 차트)       | 1         |
| 일본 (CDTV)                              | 1         |
| 대한민국 (멜론 J-POP 차트)               | 2         |
| 대한민국 (벅스 J-POP 차트)               | 21        |

### 월간 차트
| 차트                       | 최고 순위 |
| -------------------------- | --------- |
| 대한민국 (멜론 J-POP 차트) | 2         |

### 반기별 차트
| 차트                                  | 최고 순위 |
| ------------------------------------- | --------- |
| 일본 (Billboard Japan Download Songs) | 1         |

### 연간 차트
| 차트                                  | 최고 순위 |
| ------------------------------------- | --------- |
| 일본 (Billboard Japan Download Songs) | 3         |
| 일본 (오리콘 CD 싱글 차트)            | 22        |
| 일본 (오리콘 디지털 싱글 차트)        | 2         |
| 일본 (오리콘 스트리밍 차트)           | 9         |
| 일본 (오리콘 합산 싱글 차트)          | 8         |

## 수상
- 제62회 일본 레코드 대상 대상 (62회 일본 레코드 대상)[36]
- 베스트 5 송 바이 다운로드(ベスト5ソング・バイ・ダウンロード)(제35회 일본 골드 디스크 대상)[25]
- 베스트 5 송 바이 스트리밍(제35회 일본 골드 디스크 대상)[26]